# Vlag van UNESCO

Vlag van de United Nations Educational, Scientific and Cultural Organization

De vlag van de United Nations Educational, Scientific and Cultural Organization (UNESCO) is een van de officiële symbolen van de instelling. Het formaat bestaat uit het witte embleem van de organisatie op een blauwe achtergrond. De kleuren blauw en wit zijn de officiële kleuren van de Verenigde Naties.
Het logo van de organisatie bestaat uit de tekst UNESCO in witte schreefloze letters, die elk een kolom vormen van een portiek van oude architectonische constructie in gestileerd ontwerp. De vintage tempel symboliseert een van de hoofddoelen, namelijk het uitvoeren van culturele activiteiten voor het behoud van het cultureel en historisch erfgoed van de wereld. De tempel wordt ook gevormd door een fronton en een trap met drie treden.